# Локомотив (футбольний клуб, Харків)
«Локомоти́в» — український радянський футбольний клуб з Харкова. Розформований 1955 року.

## Історія
Заснований 13 травня 1923 року під назвою «Червоний залізничник».
Команда представляла Південну залізницю (ВДСО «Локомотив»). Кольори — червоно-білі. Грала на стадіонах «Трактор», «Дзержинець» і «Динамо».
Членами клубу могли бути всі, хто мав членство у профспілці залізничників і досягнув віку 17 років. З 1925 року змінив назву на «Локомотив».
Володар Кубка УРСР 1945 року, фіналіст 1944 та1946 року.
Виступав у чемпіонатах СРСР 1923, 1945—1969 років; у Кубках СРСР 1936—1938, 1944—1955 років. Срібний призер першості СРСР 1923 року, переможець другого дивізіону 1948, 1952 років.
У чемпіонаті СРСР — у 2-й групі (1945—1948), вищій лізі (1949—1950,1953-1954), класі «Б» (1951—1952,1955). У вищій лізі 114 матчів: + 34 = 23-57, м'ячі 112—178.
Найвище досягнення — 2-е місце (1923):
«Крас. Железнод.» занял 2 место в СССР. В мае месяце с. г. учкпрофсоже Южн. ж. д. была организована спорт-площадка «Красный железнодорожник», в результате чего с'организовалась футбольная команда, каковая по вызову на всесоюзное спорт-состязание выехала в г. Москву в следующем составе: Голькипер т. Забродин, беки т.т. Гудзенко и Петров, хавбеки т.т. Бутенко Д., Чумак, Троценко, форварда т.т. Пуценко, Савинок, Бутенко В., Щербань и Мясников. …9-го сентября «Красный Железнодорожник» разыгрывал первенство С. С.С. Р. между оставшимися победителями сборной гор. Москвы и командой «Красный Железнодорожник», окончившийся в пользу Москвы со счётом 3:0, но ввиду очень грубой игры, выявившейся в нанесении ударов игрокам команды «Красный Железнодорожник» последние покинули поле и матч остался незаконченным.

Харківський «Локомотив» — володар Кубка Радянської України 1945 року

У Кубку СРСР 27 (1) матчів: + 11 = 3-13 (1), м'ячі 40-42. Найвище досягнення — 1/4 фіналу (1948).
До 1956 грав у Вищій лізі СРСР.
За чотири сезони в елітній лізі виступали:
воротарі: Микола Уграїцький, Олексій Браховецький, Федір Покосенко;
захисники: Віктор Рогозянський, Дмитро Васильєв, Олексій Сєров, Олександр Бутенко, Євген Брусов, Олександр Бакуменко, Амірані Рухадзе, Володимир Работягов, Василь Межевикін, Микола Білоусов, Віктор Перевозчиков, Олександр Єрошин, Станіслав Язвецький, Шалва Чрелашвілі, Микола Голяков, Григорій Кучугуренко;
півзахисники: Олександр Азаров, Михайло Соловйов, Іван Сєров, Анатолій Головін, Микола Каров, Микола Таранець, Іван Жеребкін, Михайло Садик, Сергій Дуйков, Едуард Дубинський, Микола Масленников;
нападники: Георгій Борзенко, Анатолій Горохов, Віталій Зуб, Михайло Лабунський, Петро Пономаренко, Сергій Чижов, Дмитро Алімов, Олександр Левченко, Іван Бобошко, Володимир Безпалий, Кім Нікішин, Євген Щербина, Федір Дашков, Юрій Калабухов, Борис Феоктістов.
В цих сезонах команду очолювали Петро Паровишников, Гаврило Путилін, Олександр Шевцов.

## Досягнення

### Футбол
Чемпіонат СРСР
- Срібний призер – 1923

Кубок УРСР
- -  Володар — 1945
  -  Фіналіст — 1944, 1946

Чемпіонат УРСР
- Бронзовий призер – 1939

### Хокей з шайбою
- Чемпіонат УРСР
  -  Чемпіон (4): 1949, 1950, 1951,  1952

### Хокей з м'ячем
- Чемпіонат УРСР
  -  Чемпіон (4): 1946, 1947, 1948, 1949

## Усі сезони
| Сезон | Ліга (назва)                  | Місце   | Ігор | В  | Н  | П  | М+ | М- | Очок | Кубок СРСР                  | Кубок УРСР  | Примітки                                                                 |
| ----- | ----------------------------- | ------- | ---- | -- | -- | -- | -- | -- | ---- | --------------------------- | ----------- | ------------------------------------------------------------------------ |
| 1936  |                               |         |      |    |    |    |    |    |      | 1/32 фіналу                 |             |                                                                          |
| 1937  |                               |         |      |    |    |    |    |    |      | 1/32 фіналу                 | 1/32 фіналу |                                                                          |
| 1938  | 1 група Чемпіонат УРСР        | 11 з 12 | 11   | 2  | 0  | 9  | 18 | 40 | 15   | 1/32 фіналу                 | 1/8 фіналу  | За перемогу — 3 очки, нічию — 2 очки, поразку — 1 очко, неявку — 0 очок. |
| 1939  | 1 група Чемпіонат УРСР        | 3 з 11  | 9    | 5  | 2  | 2  | 21 | 11 | 9    |                             | 1/8 фіналу  | За перемогу — 3 очки, нічию — 2 очки, поразку — 1 очко, неявку — 0 очок. |
| 1940  |                               |         |      |    |    |    |    |    |      |                             | 1/2 фіналу  |                                                                          |
| 1944  |                               |         |      |    |    |    |    |    |      | 1/8 фіналу                  | 2 з 4       |                                                                          |
| 1945  | Група II                      | 8 з 18  | 17   | 5  | 6  | 6  | 31 | 27 | 16   | 1/8 фіналу                  | Володар     |                                                                          |
| 1946  | Група II Південна підгрупа    | 3 з 13  | 24   | 12 | 6  | 6  | 41 | 22 | 30   |                             | Фіналіст    |                                                                          |
| 1947  | Група II Зона УРСР            | 1 з 13  | 24   | 19 | 4  | 1  | 60 | 22 | 42   |                             |             | Попередній раунд                                                         |
| 1947  | Група II Фінал                | 3 з 6   | 5    | 3  | 1  | 1  | 7  | 4  | 7    | 1/4 фіналу Української зони | 1/2 фіналу  |                                                                          |
| 1948  | Група I                       |         | 2    | 1  | 1  | 0  | 3  | 2  | 3    |                             |             | Анульовані матчі                                                         |
| 1948  | Група II Зона УРСР Підгрупа А | 1 з 8   | 14   | 8  | 5  | 1  | 40 | 10 | 21   |                             |             | Попередній раунд                                                         |
| 1948  | Група II Зона УРСР Фінал      | 1 з 4   | 4    | 3  | 1  | 0  | 10 | 3  | 7    |                             |             | Попередній раунд                                                         |
| 1948  | Група II Фінал                | 1 з 6   | 5    | 3  | 1  | 1  | 11 | 3  | 7    | 1/4 фіналу                  |             |                                                                          |
| 1949  | Група I                       | 12 з 18 | 34   | 10 | 10 | 14 | 41 | 51 | 30   | 1/8 фіналу                  |             |                                                                          |
| 1950  | Клас «А»                      | 16 з 19 | 36   | 12 | 4  | 20 | 33 | 52 | 28   | 1/16 фіналу                 |             |                                                                          |
| 1951  | Клас «Б»                      | 6 з 18  | 34   | 17 | 9  | 8  | 60 | 38 | 43   | 1/16 фіналу                 |             |                                                                          |
| 1952  | Клас «Б» Група «Харків»       | 2 з 6   | 5    | 2  | 3  | 0  | 5  | 1  | 7    |                             |             | Попередній раунд                                                         |
| 1952  | Клас «Б» Фінал                | 1 з 9   | 16   | 9  | 3  | 4  | 21 | 11 | 21   | 1/8 фіналу                  |             |                                                                          |
| 1953  | Клас «А»                      | 9 з 11  | 20   | 6  | 4  | 10 | 19 | 34 | 16   | 1/8 фіналу                  |             |                                                                          |
| 1954  | Клас «А»                      | 12 з 13 | 24   | 6  | 5  | 13 | 19 | 39 | 17   | 1/16 фіналу                 |             |                                                                          |
| 1955  | Клас «Б» I зона               | 9 з 16  | 30   | 12 | 6  | 12 | 48 | 34 | 30   | 1/4 фіналу Зона 3           |             |                                                                          |

## Хокейна команда
У 40-50 роках клуб брав участь у змаганнях з  хокею із шайбою та з хокею з м'ячем. Учасник двох чемпіонатів СРСР у другому дивізіоні (сезони Чемпіонат СРСР 1947/1948 і 1949/1950). «Локомотив» є чотиразовий чемпіон Української СРСР з хокею з шайбою (1949, 1950, 1951, 1952), а також
чотиразовий чемпіон Української СРСР з хокею з м'ячем (1946, 1947, 1948, 1949)
| Місце | Команда                | Виграші | Нічиї | Поразки | Різниця шайб | Очки |
| ----- | ---------------------- | ------- | ----- | ------- | ------------ | ---- |
| 1     | «Буревісник» (Москва)  | 13      | 0     | 1       | 82-18        | 26   |
| 2     | СКІФ (Ленінград)       | 11      | 0     | 3       | 106-20       | 22   |
| 3     | «Спартак» (Ленінград)  | 11      | 0     | 3       | 58-27        | 22   |
| 4     | «Локомотив» (Москва)   | 7       | 0     | 7       | 65-92        | 14   |
| 5     | «Даугава» (Рига)       | 6       | 0     | 8       | 47-63        | 12   |
| 6     | Завод ГОМЗ (Ленінград) | 5       | 0     | 9       | 41-72        | 10   |
| 7     | «Локомотив» (Харків)   | 2       | 1     | 11      | 31-73        | 5    |
| 8     | «Торпедо» (Мінськ)     | 0       | 1     | 13      | 18-83        | 1    |

Чемпіонат СРСР 1949/1950. Клас «Б» (перша зона):
| Місце | Команда              | Виграші | Нічиї | Поразки | Різниця шайб | Очки |
| ----- | -------------------- | ------- | ----- | ------- | ------------ | ---- |
| 1     | МВО (Москва)         | 12      | 0     | 0       | 79-19        | 24   |
| 2     | «Торпедо» (Горький)  | 8       | 2     | 2       | 41-25        | 18   |
| 3     | «Динамо» (Воронеж)   | 5       | 3     | 4       | 35-26        | 13   |
| 4     | «Спартак» (Іваново)  | 5       | 3     | 4       | 38-44        | 13   |
| 5     | «Спартак» (Воронеж)  | 3       | 1     | 8       | 23-38        | 7    |
| 6     | «Більшовик» (Москва) | 2       | 2     | 8       | 19-46        | 6    |
| 7     | «Локомотив» (Харків) | 1       | 1     | 10      | 23-60        | 3    |